# オールナイトニッポン クリエイターズナイト
オールナイトニッポン クリエイターズナイトは、ニッポン放送の深夜番組オールナイトニッポンで放送されているラジオ番組。パーソナリティは週替わり。2008年5月2日放送開始、同年12月26日放送終了。

## 概要
- クリエイターズナイトと称し、パーソナリティが週替わりで放送される（放送当時の4週目、5週目土曜日のオールナイトニッポンR スペシャルナイトと同じ）。毎月4週目は前番組のオールナイトニッポン 有楽町音楽室を放送する。その関係で毎週25:45-26:00頃に有楽町音楽準備室のコーナーを放送する。
- 8月1日からは1～3週目のパーソナリティーを変更。
- 11月21日を最後に有楽町音楽室以外のクリエイターズナイトとしての企画は終了し、実質的に週替わりパーソナリティー枠となった。

## 放送時間
- 毎週金曜日 25:00 - 27:00（ニッポン放送をキーステーションに全国36局ネット）

## パーソナリティ

### 第1週目
- 川上未映子（川上未映子のオールナイトニッポン：5月〜7月）
- 柿沢安耶（柿沢安耶のオールナイトニッポン：8月〜10月）

### 第2週目
- 藤田志穂（藤田志穂のオールナイトニッポン：5月〜7月、11月第2週も担当）
- 星野源（星野源のオールナイトニッポン：8月〜10月‹10月分は特番放送のため第5週へスライド›、11月第3週も担当）

### 第3週目
- 福王寺彩野（福王寺彩野のオールナイトニッポン：5月〜7月）
- 如月音流（如月音流のオールナイトニッポン：8月〜10月）

### 第4週目
- バカボン鬼塚（オールナイトニッポン 有楽町音楽室‹10月・11月分は特番放送のため翌月第1週へスライド›）

### 第5週目
- スペシャルパーソナリティー

## スペシャルパーソナリティー
毎月5週目の放送はスペシャルナイトとし、特別なパーソナリティーが放送を担当していた。（2008年10月は2・4週目）
前述の通り、2008年11月28日以降は、有楽町音楽室を除き週替わりパーソナリティー枠となっている。

### 2008年
- 5月30日：滝沢秀明のオールナイトニッポン
- 8月29日：20世紀少年のオールナイトニッポン（堤幸彦）
- 10月10日：週刊ファミ通 東京ゲームショウ開幕記念 よゐこのオールナイトニッポン ゲームナイトニッポンスペシャル
- 10月24日：羞恥心のオールナイトニッポン
- 11月28日：いきものがかり吉岡聖恵のオールナイトニッポン
- 12月12日：岩村明憲のオールナイトニッポン
- 12月19日：オールナイトニッポン〜赤い糸スペシャル〜（南沢奈央・溝端淳平・木村了・岡本玲）